# Gilberto Pereira
Gilberto Pereira dos Santos (Mirandópolis, 9 de maio de 1965) é um ex-futebolista e treinador de futebol brasileiró. É considerado um dos maiores treinadores da história do Iraty-PR.

## Carreira

### Jogador
Em 1988, foi comprado pelo Coritiba por 3 milhões de cruzados junto ao Matsubara.
Nos anos 80, teve passagens pela Associação Atlética Votuporanguense, em 1987, 89, 92 e 93.

### Treinador
Comandou o Confiança e obteve o vice-campeonato estadual em 2012.
Em 2013, ajudou o Atlético Goianiense a escapar do rebaixamento na Série B.
Em 2015, começou o Campeonato Goiano no Trindade, e ainda passou pelo Caldas Novas (um único jogo), antes de ser contratado pela Anapolina. Em abril, foi demitido do clube, sem conseguir sequer uma vitória em quatro jogos. O técnico passou por três times no Campeonato e, mesmo assim, não conseguir terminar a competição.
Ainda em 2015, retorna ao Atlético Goianiense para trabalhar na base, mas comando o time principal de maneira interina.
Em março de 2017, assume o Clube Atlético Votuporanguense.
Para o início de 2018, assume a Associação Olímpica Itabaiana. Em abril, acerta com o Iporá para o Brasileiro da Série D.
Em 20 de fevereiro de 2019, assume o Clube Atlético Tubarão durante a sequência do Campeonato Catarinense.
Treinou o Goiatuba-GO, onde foi campeão invicto da terceira divisão goiana.
No início de 2020, assume o Nacional-AM para a continuidade do Campeonato Amazonense 2020.

## Títulos

### Como jogador
Matsubara
- Paranaense Sub-20: 1985

Ituano
- Série A2 do Paulista: 1989

Nova Andradina
- Campeonato Sul-Matogrossense: 1992

Al-Riyadh
- Campeonato Saudita: 1993-94
- Cops do Príncipe da Arábia: 1993-94

Remo
- Campeonato Paraense: 1997

### Como treinador
Iraty
- Campeão do Interior Paranaense: 2005, 2010
- Paranaense Sub-20: 1985
- Copa Tribuna Junior: 2003, 2004

Goiatuba
- Campeonato Goiano de Futebol - Terceira Divisão: 2019